# PS Skibladner
Skibladner — пассажирский колёсный пароход с боковым расположением гребных колёс был построен на верфи Motala Verkstad в Мутала Швеция в 1856 году. Является самым старым в мире пароходом, всё ещё находящимся в эксплуатации. Назван в честь Скидбладнира, мифического корабля бога Фрейра.

## История судна
Построенный на шведской верфи в Мутала, пароход был доставлен другим судном по железной дороге в Миннезунд, где состоялась его окончательная сборка. В свой первый рейс он отправился 2 августа 1856 года. Пароход стал вторым судном в основанном в 1852 году пароходстве Oplandske Dampskibsselskap и был построен для работы на маршруте, соединяющем железнодорожную станцию в Эйдсволле с городами Хамар, Йёвик и Лиллехаммер. Он и сейчас продолжает обслуживать этот маршрут. Кроме того в летние месяцы судно используется для обзорных водных прогулок и кулинарных круизов.
В 1888 году пароход проходил реконструкцию, в ходе которой корпус судна был удлинён, и на судне была установлена новая паровая машина.
За свою историю судно дважды тонуло: в 1937 году и в 1967 году. После каждого подъёма судно проходило реконструкцию.
14 июня 2005 года пароходу был присвоен статус памятника истории. Это был первый случай, когда в Норвегии этот статус получил действующий объект.

## Современность

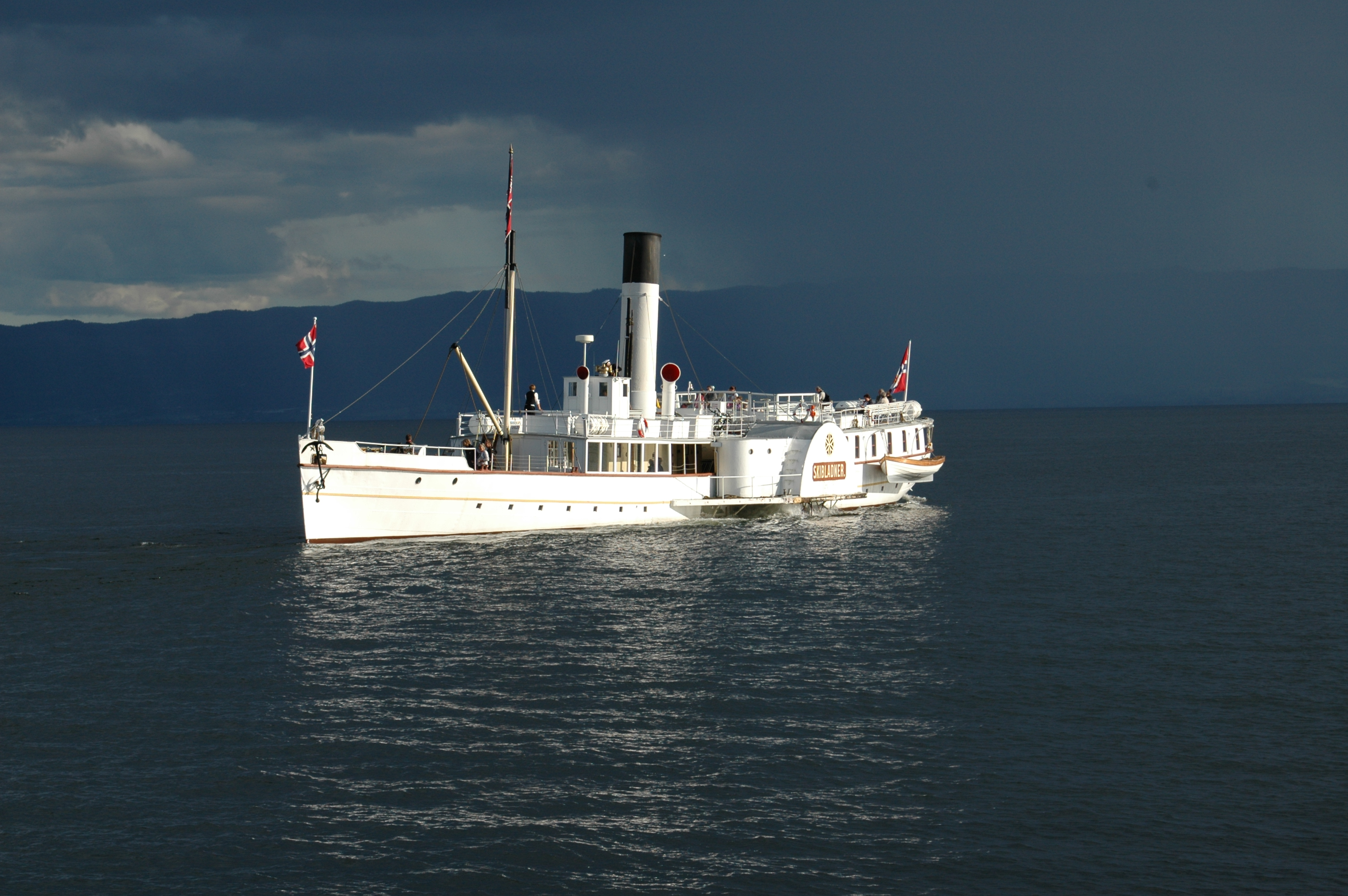
Белый лебедь озера Мьёса

Эксплуатируется компанией Oplandske Dampskibsselskap на озере Мьёса в Норвегии. Судно является почтовым и имеет на борту свой штемпель. На корме судна развевается почтовый флаг Норвегии. 